# Уканє
Уканє (словен. Ukanje) — поселення на пагорбах на схід від м. Канал в общині Канал, Регіон Горишка, Словенія. Висота над рівнем моря: 314 м.